# THE Best ヒット全曲集 〜若いペーソス 誕のすべて
『THE Best ヒット全曲集 〜若いペーソス 誕のすべて』は、1977年11月1日に発売された、豊川誕の2枚目のアルバムである。

## 概要
ジャニーズ事務所 在籍時代 最後のレコード作品となった。

## 収録曲
A面
1. 汚れなき悪戯
2. 星めぐり
3. 生きるってすばらしい
4. はじめて見た東京
5. 僕のえらんだ道
6. ぼくの消息
7. ほどけた靴ひも

B面
1. 白い面影
2. たった一人の君は
3. 愛し合うには若すぎて
4. 星空のロマンス
5. 空に星があるように
6. 星は何でも知っている
7. メンソール・シガレット